# Афонькинське сільське поселення
Афо́нькинське сільське поселення (рос. Афонькинское сельское поселение) — муніципальне утворення у складі Казанського району Тюменської області, Росія.
Адміністративний центр — село Афонькино.

## Історія
3 листопада 1923 року були утворені Афонькинська сільська рада та Новогеоргієвська сільська рада. 14 серпня 1944 року ліквідовано Новогеоргієвську сільраду.
2004 року Афонькинська сільська рада перетворена в Афонькинське сільське поселення.

## Населення
Населення — 933 особи (2020; 955 у 2018, 1065 у 2010, 1183 у 2002).

## Склад
До складу поселення входять такі населені пункти:
| Населений пункт          | Населення, осіб (2002) | Населення, осіб (2010) |
| ------------------------ | ---------------------- | ---------------------- |
| Афонькино, село          | 699                    | 681                    |
| Вікторовка, присілок     | 179                    | 128                    |
| Новогеоргієвка, присілок | 229                    | 201                    |
| Паленка, присілок        | 76                     | 55                     |